# Weidmichele, Eichelesäcker und anschließender Talgrund
Das Gebiet Weidmichele, Eichelesäcker und anschließender Talgrund ist ein vom Landratsamt Heidenheim am 20. März 1978 durch Verordnung  ausgewiesenes Landschaftsschutzgebiet auf dem Gebiet der Stadt Heidenheim an der Brenz.

## Lage und Beschreibung
Das Schutzgebiet liegt westlich des Stadtteils Aufhausen in einem Trockental zwischen dem Asang und der Siebenfußhalde. Naturräumlich gehört das Gebiet überwiegend zur Haupteinheit Albuch-Härtsfeld.
Es umfasst den schmalen Talgrund des Trockentals, der als Grünland bewirtschaftet wird. Im Zentrum weitet sich das Tal etwas auf und verengt sich kurz darauf wieder auf eine Breite von wenigen Metern. Im Norden öffnet sich das Tal zum Brenztal. Dort schießt das Landschaftsschutzgebiet Brenztalaue beim Brünneleskopf unmittelbar an.
Das Landschaftsschutzgebiet überschneidet sich teilweise mit dem FFH-Gebiet Heiden und Wälder zwischen Aalen und Heidenheim und dem Vogelschutzgebiet Albuch.